# 团山子乡
团山子乡是中国黑龙江省哈尔滨市依兰县下辖的一个乡，位于依兰县东部。